# Глебов, Иван Семёнович (Герой Социалистического Труда)
Иван Семёнович Глебов (13 августа 1910 — 25 июля 1997) — передовик советского машиностроения, строгальщик завода «Прогресс» Министерства общего машиностроения СССР (город Куйбышев), Герой Социалистического Труда (1966).

## Биография
Родился в 1910 году в Барнаульском уезде Томской губернии в русской семье. В 1936 году был принят на работу на Государственный авиационный завод № 1 в Москве. Участвовал в создании самолётов Р-5, И-15, И-153, МиГ-3. С началом Великой Отечественной войны вместе с заводом был эвакуирован в город Куйбышев.
В Куйбышеве работал строгальщиком и карусельщиком 6-го разряда Государственного авиационного завода № 1. Изготавливал детали для самолётов Ил-2 и Ил-10, а в послевоенное время для истребителей Миг-9, Миг-15, МиГ-17, бомбардировщиков Ил-28 и Ту-16. В декабре 1961 года завод получил наименование «Прогресс». Иван Семёнович являлся передовиком производства. Выполнял дневную норму на 400 процентов. С 1958 года на карусельном станке изготавливал крупногабаритные детали для ракет Р-7 и ракет-носителей «Восток» и «Восход».
За выдающиеся заслуги в выполнении плана 1959—1965 годов и создание новой техники, указом Президиума Верховного Совета СССР (закрытым) от 26 июля 1966 года Ивану Семёновичу Глебову было присвоено звание Героя Социалистического Труда с вручением ордена Ленина и золотой медали «Серп и Молот».
Продолжал трудовую деятельность до выхода на пенсию. Общий трудовой стаж составил 52 года.
Проживал в Самаре. Умер 25 июля 1997 года.

## Награды
За трудовые и боевые успехи удостоен:
- золотая звезда «Серп и Молот» (26.07.1966),
- орден Ленина (26.07.1966),
- Медаль «За трудовую доблесть» (17.06.1961),
- Медаль «За трудовое отличие» (12.07.1957);
- Медаль «За оборону Москвы»,
- Медаль «За доблестный труд в Великой Отечественной войне 1941—1945 гг.»,
- другие медали.